# Dasymys foxi
Dasymys foxi — вид гризунів родини мишевих (Muridae). Зустрічається тільки в Нігерії. Його природними середовищами існування є вологі савани, субтропічні або тропічні сезонно вологі або затоплені низинні луки, болота та плантації. Йому загрожує втрата середовища проживання.

## Морфологічна характеристика
Це гризун невеликого розміру з довжиною голови й тулуба від 132 до 178 мм, довжиною хвоста від 121 до 155 мм, довжиною лапи від 27 до 36 мм, довжиною вух від 19 до 23 мм і вагою до 174 грамів. Хутро довге і кудлате. Верх жовтувато-коричневий з темно-сірими основами волосся, боки поступово світлішають, а черевні частини світло-сірі, часто з жовто-кремовими відтінками. Морда, вуха і лапи темно-сірувато-коричневі. Хвіст довший за голову й тулуб і рівномірно темно-коричневий.

## Поведінка
Це напівводний вид.